# 平田真夫
平田 真夫（ひらた まさお、1958年1月6日 - ）は、日本の小説家。森山安雄（もりやま やすお）の筆名もある。

## 来歴
1958年1月6日、東京都生まれ。1983年、東京工業大学大学院理工学研究科化学専攻修士修了。在学中は東工大SF研究会に所属していた。翌年、日本SF大会（EZOCON2）主催の小説賞に「マイ・レディ・グリーン・スリーヴス」が入選し、『SFマガジン』（1984年11月号）に掲載された。1986年、矢野徹の紹介により、小学館発行のパソコン誌「ポプコム」に欄外アドベンチャーゲームを連載（1986年2月号から11月号までの間に6回掲載）し、翌年にはゲームブック『展覧会の絵』を東京創元社より出版した。2011年、連作小説集『水の中、光の底』を出版。現在、神奈川県座間市に在住。日本SF作家クラブ会員。
2013年にはiGameBookより「待祭の旅」「ベンジャミンおじさんの家」などのゲームブック作品が配信された。

## 著書

### 森山安雄名義
- 『展覧会の絵』東京創元社・創元推理文庫、1987年10月 ISBN 4-488-90801-2
  - 『展覧会の絵』創土社、2002年7月 ISBN 4-7893-0118-4

### 平田真夫名義
- 『水の中、光の底』東京創元社、2011年3月 ISBN 4-4880-2469-6

## 雑誌連載
- 「新世界から」『POPCOM』1986年2月号
- 「昔々……」『POPCOM』1986年4月号
- 「待祭の旅」『POPCOM』1986年5月号
- 「笹の葉さらさら」『POPCOM』1986年7月号
- 「ベンジャミンおじさんの家」『POPCOM』1986年9月号
- 「1月早いクリスマス」『POPCOM』1986年11月号